# Potamomusa aquilonia
Potamomusa aquilonia là một loài bướm đêm trong họ Crambidae.